# Taps
Pour les articles homonymes, voir Taps (homonymie).
Taps est un film américain réalisé par Harold Becker, sorti en 1981, adapté du roman Father Sky de Devery Freeman édité en 1979.
Le film met en scène des cadets de l'armée qui prennent des mesures extrêmes pour assurer l'avenir de leur académie militaire menacée de fermeture.

## Synopsis
Le film commence par une cérémonie religieuse et militaire où le commandant de l’Académie militaire de Bunker Hill aux États-Unis, le général Harlan Bache, rappelle quels sont les fondements de l'académie et de la mémoire de ceux qui sont déjà tombés sur le champ d'honneur. Le soir même, au cours d'un diner en privé en compagnie du général Bache, le cadet Brian Moreland est promu au grade de cadet major, le plus haut grade existant. Le lendemain, lors d'une parade militaire, Bache annonce que le conseil d’administration vendra les bâtiments à des promoteurs immobiliers, l'école restant encore ouverte pendant un an de plus pour permettre aux élèves de dernière année d’obtenir leur diplôme et aux étudiants de trouver d’autres écoles.
Pendant un bal de soirée donné à l’académie, des tensions qui s'installent entre les cadets et des adolescents des environs débouchent sur une bagarre générale. Lorsque Bache tente d'y mettre un terme, son pistolet de service, saisi par l’un des garçons du coin, se décharge et tue l’un des adolescents. En effet, bien que le chargeur ait été retiré, une cartouche était toujours dans la chambre. Bache, qui est bouleversé et choqué, est alors tenu pour responsable et, après son arrestation, il a une crise cardiaque qui le laisse dans un état critique à l’hôpital. Plus tard, le conseil décide de fermer l’école sans plus attendre.
Apprenant la nouvelle, Moreland rencontre ses officiers et ils décident à l’unanimité de prendre le contrôle du campus. Lorsque le doyen des étudiants arrive avec le shérif local pour vider l’armurerie, ils constatent que les armes ont déjà disparu. Moreland se présente à eux pour négocier avec le conseil d’administration en vue de garder l’école ouverte mais sans succès. Le groupe d'adultes est alors confronté à un groupe armé de cadets qui les escortent hors de l’académie. Les cadets sécurisent ensuite tout le périmètre en empêchant toute entrée et sortie.
Pendant ce temps, un autre groupe de cadets a été envoyé par camion dans un entrepôt local d’approvisionnement alimentaire pour réapprovisionner leurs vivres mais un de leurs camions tombe en panne sur le chemin du retour. Alors que le capitaine des cadets Dwyer tente de réparer le moteur, un groupe de garçons locaux les menace et encercle le camion jusqu’à ce que le capitaine des cadets, David Shawn, ouvre le feu avec son M16, tirant plusieurs rafales en l’air. Les jeunes se dispersent et les cadets abandonnent le camion en panne, fuyant la scène dans l’autre camion et percutant une voiture de police lors de l’évasion.
Arrivée sur le campus, la police les encercle de toute part tandis qu'une délégation de parents dirigée par le père de Moreland arrive mais ne fait pas changer d’avis les cadets. Pour démontrer à la police et aux parents qu’aucun des garçons n’est retenu contre son gré, Moreland rassemble les cadets et leur offre une chance de sortir. Tous choisissent de rester. Le siège devient plus tendu lorsque la Garde nationale arrive, apportant de nombreux fantassins, des véhicules blindés de transport de troupes et des chars. Le colonel Kerby, leur commandant, est plus respectueux et sympathique envers les cadets, mais les négociations n’aboutissent toujours pas.
Au rassemblement du lendemain matin, les officiers rapportent que certains cadets ont fui le campus. Moreland rassemble tout le bataillon et offre à nouveau aux cadets la possibilité de partir. Menés par l’ami de Moreland, le lieutenant Edward West, au moins la moitié des cadets restants déposent leurs armes et partent. Après la coupure de l’électricité et de l’eau, le cadet Pierce est gravement brûlé alors qu’il tente de redémarrer le vieux générateur à essence de l’école. Ils autorisent une ambulance à entrer et à emmener le garçon blessé à l’hôpital et, par la suite, Moreland propose de se retirer si l’ordre vient du général Bache. Kerby répond que Bache était mort la nuit précédente. Les cadets, profondément blessés par la mort de Bache, organisent un service commémoratif militaire en son honneur, que même les gardes saluent.
La nuit suivante, un char M48 Patton arrive à la porte principale. L’un des plus jeunes cadets, en sentinelle, panique et court se rendre. Il laisse tomber son arme qui tire en touchant le sol. La Garde nationale riposte et tue un autre cadet. La mort du garçon affaiblit considérablement la détermination de Moreland et il décide de mettre fin à l’occupation. Il appelle tous les cadets à se rassembler et leur ordonne de se rendre. Mais David Shawn commence à tirer depuis la fenêtre de sa chambre, ce qui provoque une riposte des militaires. Moreland court dans la chambre de Shawn pour l’arrêter mais les deux jeunes hommes sont tués par des tirs et le siège se termine brusquement.

## Fiche technique
- Titre français et original : Taps
- Titre québécois : Le Dernier Clairon
- Réalisation : Harold Becker
- Scénario : Robert Mark Kamen, James Lineberger et Darryl Ponicsan, d'après le roman de Devery Freeman, Father Sky
- Musique : Maurice Jarre
- Photographie : Owen Roizman
- Montage : Maury Winetrobe et Michael Luciano (additionnel)
- Pays de production :  États-Unis
- Format : Couleur
- Genre : Film dramatique
- Durée : 126 minutes
- Dates de sortie : 
  - États-Unis : 9 décembre 1981
  - France : 28 avril 1982
- Affiche : René Ferracci (France)

## Distribution
- Timothy Hutton (VF : Bernard Jourdain) : le cadet commandant Brian Moreland
- Sean Penn (VF : Marc di Napoli) : le cadet capitaine Alex Dwyer
- Tom Cruise (VF : Richard Darbois) : le cadet capitaine David Shawn
- Evan Handler (VF : Vincent Violette) : le cadet lieutenant Edward West
- Giancarlo Esposito (VF : William Coryn) : le cadet capitaine J.C. Pierce
- George C. Scott (VF : Claude Joseph) : le général de brigade Harlan Bache
- Ronny Cox (VF : Georges Aminel) : le colonel Kerby
- Billy Van Zandt (VF : Gilles Laurent) : le cadet Bug
- Donald Kimmel (VF : Edgar Givry) : le cadet sergent Billy Harris
- Tim Wahrer (VF : Vincent Ropion) : le cadet commandant John Cooper
- Brendan Ward (VF : Fabrice Josso) : le cadet Charlie Auden
- John P. Navin, Jr. (en) : le cadet Derek Mellott
- Wayne Tippit (VF : Marc Cassot) : le sergent-chef Kevin Moreland
- Jess Osuna (en) (VF : William Sabatier) : Dean Ferris
- James Handy (VF : Serge Lhorca) : le shérif
- Tim Riley : Hulk
- Earl Hindman (VF : Jacques Thébault) : le lieutenant de police Hanson
- Jay Gregory (VF : Jean Roche) : l'interviewer
- Karen Braga (VF : Évelyn Séléna) : la journaliste
- Ralph Drischell (VF : Georges Aubert) : Mr Stewart
- Sheila Marra (VF : Anne Kerylen) : Lori Cable
- Tom Klunis (VF : Georges Aubert) : un parent
- Elizabeth Perry (VF : Nicole Favart) : un parent
- Brenda Currin (VF : Anne Kerylen) : un parent

## À noter
- Il s'agit de la première apparition de Sean Penn à l'écran et la deuxième pour Tom Cruise.